# 464

## Hlavy států
- Papež – Hilarius (461–468)
- Byzantská říše – Leon I. (457–474)
- Západořímská říše – Libius Severus (461–465)
- Franská říše – Childerich I. (458–481)
- Perská říše – Péróz I. (459–484)
- Ostrogóti – Valamir (447–465/470)
- Vizigóti – Theodorich II. (453–466)
- Vandalové – Geiserich (428–477)